# Les Centristes
Centryści (fr. Les Centristes, LC) – centrowa partia polityczna we Francji, założona w 2007, do 2016 działająca pod nazwą Nowe Centrum (Nouveau Centre, NC), a początkowo również pod nazwą Europejska Socjal-Liberalna Partia (Parti Social Libéral Européen, PSLE), działająca od 2007.

## Historia
NC zostało założone przez część działaczy Unii na rzecz Demokracji Francuskiej, którzy w 2007 zdecydowali się poprzeć Nicolasa Sarkozy’ego w drugiej turze wyborów prezydenckich. Inicjatorzy powstania partii sprzeciwili się tym samym koncepcjom lidera UDF François Bayrou, który nie opowiedział się wprost za żadnym z kandydatów, a także ogłosił powstanie nowego ugrupowania o nazwie Ruch Demokratyczny.
Powołanie NC ogłoszono 29 maja 2007. Akces do niego zgłosiła m.in. większość posłów z frakcji UDF. Na czele stanął dotychczasowy przewodniczący frakcji deputowanych Hervé Morin, który wkrótce objął funkcję ministra obrony narodowej w pierwszym rządzie François Fillona.
W wyborach parlamentarnych, które odbyły się 10 i 17 czerwca 2007, NC uzyskała ponad 20 mandatów w Zgromadzeniu Narodowym (przy czym wszyscy wybrani jej deputowani kandydowali, mając we swoich okręgach wyborczych wsparcie UMP).
NC weszła w skład większości prezydenckiej, frakcja partii liczyła pod koniec kadencji ponad 20 posłów (w tym paru związanych z AC i CD), kierował nią przez większą część kadencji François Sauvadet. Ugrupowanie posiadało w kolejnych rządach François Fillona od jednego do dwóch ministrów i dwóch-trzech sekretarzy stanu. Akces do niego zgłosiło kilkunastu senatorów. W wyborach europejskich w 2009 NC wystartowała wspólnie z koalicjantami rządowymi (UMP i GM). Do PE VII kadencji ugrupowanie wprowadziło trzech swoich przedstawicieli. W 2011 partia weszła w skład nowej centrowej koalicji pod nazwą Sojusz Republikański, Ekologiczny i Społeczny, który nie podjął aktywnej działalności. W 2012 dotychczasowy przewodniczący uzyskał reelekcję, a w wyborach prezydenckich Nowe Centrum wsparło Nicolasa Sarkozy’ego. W wyborach parlamentarnych w tym samym roku NC wystawiło ponad 80 kandydatów, z czego blisko 30 z poparciem UMP (głównie parlamentarzystów i ustępujących członków rządu), uzyskując kilkanaście mandatów. Przed wyborami doszło jednak w partii do faktycznego rozłamu na dwie frakcje, spory dotyczyły przyszłości ugrupowania. Na czele pierwszej stanęli lider partii Hervé Morin i Charles de Courson, na czele tzw. dysydentów Jean-Christophe Lagarde oraz ministrowie Maurice Leroy i François Sauvadet. Pierwsi w nowym parlamencie uzyskali 7 miejsc, drudzy 5 mandatów, wszyscy przystąpili do nowej frakcji demokratów i niezależnych. Wkrótce po wyborach Jean-Christophe Lagarde ogłosił powstanie nowego ugrupowania centrowego. W 2012 partia przystąpiła do federacyjnej Unii Demokratów i Niezależnych, w 2014 z listy współtworzonej przez unię europosłem został Jean-Marie Cavada z NC.
W grudniu 2016 ugrupowanie przyjęło nową nazwę. W 2017 z ramienia UDI wprowadziła kilkuosobową reprezentację do niższej izby parlamentu. W grudniu 2017 Centryści opuścili Unię Demokratów i Niezależnych. W 2019 porozumieli się z Republikanami w sprawie wspólnego startu do PE (co umożliwiło im uzyskanie swojego przedstawiciela w tym gremium). W 2022 ich jedynym przedstawicielem w Zgromadzeniu Narodowym został Charles de Courson. W 2024 do niższej izby francuskiego parlamentu zostali natomiast wybrany należący do LC Charles de Courson oraz Nathalie Colin-Oesterlé.